# Fiїnka
Fiїnka, pseudonimo di Iryna Jaroslavivna Vychovanec', nata Bilak (in ucraino Ірина Ярославівна Вихованець?; Nadvirna, 9 ottobre 1993), è una cantante e attrice ucraina di etnia hutsuli.

## Biografia
Originaria di Nadvirna, si è successivamente stabilita a Ivano-Frankivs'k. Fin da giovane si è interessata alla musica, iniziando a cantare e prendere lezioni di violino. Per qualche tempo ha suonato al Teatro accademico nazionale drammatico "Ivan Franko" di Ivano-Frankivsk. Si è laureata presso l'Università Nazionale Precarpatica "Vasyl Stefanyk".
È salita alla ribalta nel 2019 grazie alla webserie Ližnyk TV, un progetto comico di cui è conduttrice, regista e sceneggiatrice. Nello stesso anno ha debuttato come cantante con lo pseudonimo Fiїnka.
Nel novembre 2022, dopo aver firmato un contratto discografico con l'etichetta Enko, è stata annunciata la sua partecipazione all'edizione 2023 di Vidbir, il processo di selezione decretante il rappresentante ucraino all'Eurovision Song Contest, dove ha presentato il brano Dovbuš, piazzandosi al quarto posto. Due anni dopo, in seguito alla vittoria nella preselezione online organizzata dall'emittente ucraina UA:PBC, Fiїnka ha ottenuto un posto come finalista nell'edizione 2025 di Vidbir, dove ha proposto il brano Kul'tura, piazzandosi quinta. È stata poi candidata per lo YUNA alla rivelazione dell'anno.

## Stile
Cresciuta come una autentica hutsuli, un gruppo etnico-culturale ucraino appartenente alla minoranza russina, Fiїnka promuove consapevolmente le tradizioni, la sua cultura e gli elementi del dialetto locale, quest'ultimo in particolare è stato utilizzato anche in alcune sue canzoni e sketch comici nel programma Ližnyk TV. L'artista, in merito all'uso del accento hustul nelle sue opere, considera utile che il mondo conosca meglio anche elementi della cultura locale e rurale ucraina.

## Discografia

### Singoli
- 2019 – Hruba
- 2020 – Do tancju!
- 2021 – Koljeda
- 2021 – Huculija rulyt!
- 2021 – Gači vid Guči
- 2021 – Vatra-vohen'
- 2022 – Ciljuvatys'
- 2022 – Ziročky
- 2022 – Byj moskalja
- 2022 – Dovbuš
- 2023 – Plakaly
- 2023 – Vydko lytku
- 2023 – Naše zloto (feat. Al'ona Al'ona)
- 2023 – Došč nade
- 2023 – Ljudy
- 2023 – Ne žurimosy
- 2024 – Moї hory
- 2024 – Huculjanka (con Ivan Popovyč)
- 2024 – Kurva
- 2024 – Kolyskova
- 2025 – Kul'tura
- 2025 – Hruška